# Quentin Lowry
Quentin Ivory Lowry (Cleveland, Ohio, 11 de novembre de 1955) és un exjugador de futbol americà estatunidenc, que jugà en la posició de rerelínia. Jugà a la Lliga Nacional de Futbol (dels Estats Units) amb els Washington Redskins (1981-83) i el Tampa Bay Buccaneers (1983).